# Holmelgonia rungwensis
Holmelgonia rungwensis là một loài nhện trong họ Linyphiidae.
Loài này thuộc chi Holmelgonia. Holmelgonia rungwensis được miêu tả năm 1986 bởi Rudy Jocqué & Scharff.